# Кошелевский, Николай Степанович
Николай Степанович Кошелевский (1758—1829) — русский архитектор, инженер. Дед, по материнской линии, художника Владимира Осиповича Шервуда.

## Биография
Происходил из старинной казацкой семьи (отец Степан Михайлович Кошелевский — значковый товарищ Прилуцкого полка). С 1768 года учился в Петербургской Академии художеств. Выпущенный по окончании курса в 1782 году с аттестатом первой степени, он стал помощником архитектора на строительстве Исаакиевского собора (1782—1784). Затем был «с 1784 по 1788 в Херсоне коронным архитектором при строениях по крепости». С 1788 года участвовал в строительстве Таврического дворца в Санкт-Петербурге. В период 1790—1797 годов служил в Малороссии у фельдмаршала Румянцева «по части архитектурной, чертежей, планов и других казённых поручений», а затем до 1799 года был «коронным каменных дел мастером при постройке крепости св. Дмитрия».
С 1 марта 1800 года по 1 июня 1802 года состоял в должности архитектурного помощника Императорской академии художеств; был помощником архитектора А. Д. Захарова, а с 1801 по 1803 год — в звании каменного мастера Адмиралтейств-коллегии. С 1803 по 1810 год был на строительстве Мариинской водной системы, после открытия которой служил в Петербурге, участвовал в устройстве гранитной набережной Невы (1812—1814); четыре года (1814—1818) служил на Охтинском пороховом заводе «мастером плотинного и механического дела».
Участвовал в возведении арки Главного штаба; с 24 мая 1819 по 1822 строил Михайловский дворец.
По прошению Кошелевского он был определён в «Комиссию сооружения в Москве Храма во имя Христа Спасителя на вакансию младшего каменных дел мастера» 2 января 1822 года, а 30 мая 1827 года по причине закрытия Комиссии «уволен с выдачею ему единовременно штатного полугодового жалования 1500 р.». Во время строительства неоднократно обращался с письмами и докладами в Комиссию по сооружению Храма и митрополиту Филарету, в которых указывал на техническую несостоятельность проекта Витберга, на нарушения и хаотичность ведения строительных работ, на тяжёлое положение крестьян, приписанных к строительству. Кошелевский подал в отставку, но Витберг отставки не принимал; как написал в своих «Воспоминаниях» В. О. Шервуд, «опасаясь решительного характера Кошелевского, он явно встал к нему во враждебное отношение» и была даже попытка убийства Кошелевского сослуживцами.
Семейное предание сохранило рассказ о встрече Кошелевского с А. С. Пушкиным у московского генерал-губернатора.

## Семья
Жена: Екатерина Ивановна Иванова
Дети:
- Мария (1815—1889) — издательница журналов «Вестник Парижских Мод» (1837—1850) и «Магазин Мод и Рукоделий» (1851—1856)
- Дарья — в её семье до восьмилетнего возраста воспитывался осиротевший племянник Владимир Шервуд
- Елизавета — замужем за Иосифом Васильевичем Шервудом; их сын — В. О. Шервуд

## Комментарий
1. ↑  Первое обращение датируется 10 августом 1823 года первенствующему члену Комиссии Сергею Сергеевичу Кушникову, в котором Кошелевский предупреждал: «всей тяжести фундамента будет 406 миллионов 760 тысяч пудов. Кто может ручаться, что гора имея слабый грунт, от такой тяжести не сядет? Но это тяжесть только фундамента… Такие здания не соответствуют российскому климату, храмы такого роду строятся в климатах жарких… климат наш всегда холоден и воздух всегда влажен, посему строение в земле, которое само по себе должно иметь вечно сырой, удушливый, и весьма нездоровый воздух, совершенно не соответствует нашему климату». В начале 1824 года он указывал: «…земляная работа производится без всякой пользы, что на сие употреблённое время и государственный капитал пропадает напрасно. <…> Теперь Г. Директор Витберг начал рубить рощу, состоящую на горе, которая служила сему месту украшением не одно столетие, на что однако же он не имеет никаких основательных причин. <…> Начали срывать гору без всякой причины и делають на том же самом месте насыпь на возвышении около пяти сажень вышины. Гора теперь натуральнаго вида не имеет, а насыпь должно будет опять срывать, на что потребуется ещё столько же лет для разрывки, сколько потребно было на засыпку. Теперь начинать выемку земли под колоннаду невозможно, ибо место испорчено от неправильности порядка в работе, между тем как на сие издержан не один миллион». Далее он добавлял: «Крестьяне, купленные для постройки Храма: должны приходить каждое лето на казённую работу и приносить себе на харчи по 35 р. в лето, а потом на зиму идут домой доедать тот хлеб, который в семействе его с великим трудом приобрели. На другой год должен продать корову, чтобы назначенную сумму внести в казну. На третье лето лишиться последняго своего имущества. Итак крестьяне совершенно и безвозвратно разорятся. Тем более, что они ещё до покупки их в казну были уже в бедном положении и потому необходимо нужно на сих бедных людей по одному человеколюбию обратить внимание и поддержать их от крайней бедности». И ещё: «На столь огромное здание какое предназначено — кирпич сам по себе есть часть весьма важная. О сем прежде начатия постройки должно обдумать основательно… А сего ещё и в почине нет». 14 апреля 1825 года Кошелевский вновь указывает на многочисленные нарушения: «Три года земляная работа производима была во многолюдстве без всякого порядка и без расчёту. Для производства сих работ определены два архитектора, один главный, другой практический. Но по неосмотрительности своей относительно к интересу Государственному сделали весьма значительный ущерб, в чём они не могут принесть никакого оправдания, не могут так же отозваться неведением, ибо они имели у себя планы строения. Гора вся изрыта…»